# Vriesea unilateralis
Vriesea unilateralis là một loài thuộc chi Vriesea. Đây là loài đặc hữu của Brasil.